# سیارک ۱۶۱۲۳
سیارک ۱۶۱۲۳ (به انگلیسی: 16123 Jessiecheng، نامگذاری:1999XQ83) شانزده هزار و صد و بیست و سومین سیارک کشف شده‌است که در ۷ دسامبر ۱۹۹۹ کشف شد.
قدر مطلق سیارک برابر ۲۰.۴ است.